# Bernard V. Bothmer
Bernard V. Bothmer, eigentlich Bernhard Wilhelm von Bothmer (* 13. Oktober 1912 in Charlottenburg; † 24. November 1993 in New York) war ein deutsch-amerikanischer Ägyptologe.

## Leben
Bothmer war der Sohn des königlich preußischen Obersten Wilhelm von Bothmer (1869–1922) und der Marie Freiin von und zu Egloffstein (1887–1960). Er heiratete in erster Ehe am 18. Oktober 1951 in New York die Übersetzerin Geraldine (Gerry) Samuelson (* 8. Februar 1922 in New York). Diese Ehe wurde 1981 geschieden. In zweiter Ehe heiratete er am 15. Oktober 1982 in New York Norma-Jean Koplin (* 18. September 1934 in Chicago, Illinois, USA), Tochter des Harry Koplin und der Hannah Libman. Sein jüngerer Bruder war der Klassische Archäologe Dietrich von Bothmer. Beide waren von Ernst Morwitz 1927 in den Georgekreis eingeführt worden. Beide hielten den Kontakt auch über den Tod des Dichters aufrecht.
Bothmer studierte Ägyptologie an den Universitäten Berlin und Bonn. Von 1932 bis 1938 arbeitete er als Assistent am Ägyptischen Museum in Berlin unter Heinrich Schäfer. Bothmer war ein ausgesprochener Gegner des nationalsozialistischen Regimes, er betätigte sich als Fluchthelfer und im Bücherschmuggel. 1938 emigrierte er zunächst nach Frankreich, nach Kriegsausbruch im September 1939 weiter in die Schweiz und schließlich im Oktober 1941 in die USA. Von 1943 bis 1946 diente er freiwillig in der US Army, 1944 erhielt er die US-Staatsbürgerschaft. Seit 1956 arbeitete er am Brooklyn Museum, seit 1963 als Kurator des Egyptian Departments. Seit 1960 war er gleichzeitig Professor für Ägyptologie am Institute of Fine Arts der New York University. Sein wissenschaftliches Spezialgebiet war die Plastik der ägyptischen Spätzeit.

## Schriften (Auswahl)
- Egyptian Sculpture of the Late Period: 700 B.C. to A.D. 100. Brooklyn (NY) 1960.
- mit Jean L. Keith: Brief Guide to the Department of Ancient Art. Brooklyn (NY) 1970
- Egyptian Art. Selected Writings of Bernard V. Bothmer. Oxford 2003
- Egypt 1950 – my first visit. Ed. by Emma Swan Hall. Oxford 2004